# 黑血 (漫画)
《黑血》是赵佳的长篇科幻漫画作品，在作者自己16岁开始画。1997年起开始在《少年漫画》上连载，是自启动“中国动画5155工程”以来最知名的漫画作品之一，曾在1999年荣获香港文化传信所举办,第二届大陆文传杯漫画新人奖第一名，被业界认为是对中国新漫画有较大影响的代表作之一。它的画风最为特别，人物形象打破了秀美、苗条的旧框框，使作品别有一番豪放的味道。由于情节设定的缺陷，1998年重新调整了《黑血》的整体结构，再次推出新版《黑血》——《B&B》。但因为个人原因，连载不久就以休载而告终。2001年《黑血》以全新姿态重新连载，至今仍未结束。

## 内容梗概
暮风和之默是警察局的一对默契搭档，而且私下也是非常要好的朋友。由于暮风的流氓气质，经常充当卧底；又因为他成事不足败事有余，经常需之默为他圆场。在一次打击犯罪组织的行动中，暮风的卧底身份被揭穿。在被囚禁的过程中，接触到了神秘女人妖婷。之默来营救时犯罪分子用枪打中了暮风的腿并要求脱身。情急之下，之默开枪击毙了罪犯，可第二枪却误射中了在旁边的妖婷的头部。惊人的是，头部流出黑色血液的妖婷并没有死。经医院检测发现，黑血具有修复并再生组织的能力。由于暮风的腿受伤严重已无法医治，在还没有完全解开黑血秘密的情况下，医院决定把妖婷的黑血输入暮风体内以修复无法治愈的腿。暮风如预料之中那样迅速康复。可随着对黑血的进一步研究发现了它的一些可怕属性，并且随之引发了一系列形如天方夜谭的事件。至此，暮风踏上了解开赤色玛雅帝国神秘面纱的不归之路。

## 人物介绍
- 暮风--警察之耻，乱世中的名誉主人公。稀里糊涂地拥有了黑血，糊里糊涂地被拉下了水。
- 之默（陈·卡梅兰·多维基·之默）--暮风的好友兼搭档，真实身份是赤色玛雅帝国的继承人。
- 尤金（尤金·H·米勒）--赤色玛雅帝国的战士，自称太阳的儿子。时而热情洋溢，时而残酷无情。
- 妖婷（卡沛拉欣·妖婷）--赤色玛雅帝国的战士，一直反对之默的即位。
- 由子（樱川 由子）--赤色玛雅帝国的战士。
- 秋羽--暮风的妻子。没个性的无照律师，只是漂亮但无特色。
- 雅君--秋羽的好友。市中心医院的医生。因性情狂暴而找不到男朋友。

## 连载情况
- 第一部分
  - 第1话-BLACK BLOOD 黑血
  - 第2话-START 惊！
  - 第3话-ENCROACH ON…… 侵犯……
  - 第4话-THE SOUND OF A SONG 歌声……
  - 第5话-PAST&PAST…… 往事
  - 第6话-FIGHTERⅠ 战士Ⅰ
  - 第7话-RUN&RUN 跑
  - 第8话-NEW LAND!!! 新大陆！！！
  - 第9话-EUGENE 尤金
  - 第10话-FIGHTERⅡ 战士Ⅱ
  - 第11话-FIGHTERⅢ 战士Ⅲ
  - 第12话-FLY 飞翔
  - （待续）
- 第二部分，更名为《B&B》
  - （待续）
- 第三部分，为《黑血》的续作
  - （待续）

## 相关商品
- 单行本第1卷
  - 1997年6月，中国连环画出版社，ISBN 7-5061-0787-2，定价6.90元
  - 收录第1～4话
- 单行本第2卷
  - 1998年6月，中国连环画出版社，ISBN 7-5061-0860-7，定价6.90元
  - 收录第5～8话
- 单行本第3卷
  - 1998年6月，中国连环画出版社，ISBN 7-5061-0861-5，定价6.90元
  - 收录第9～12话
  - 现在正连载于《国人志》